# Mădălin Voicu

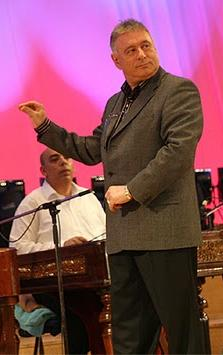
Mădălin Voicu

Mădălin Voicu (nació el 10 de julio de 1952 en Bucarest) es un músico rumano y político de etnia romaní. Voicu es miembro del Partido Social Demócrata (PSD), y ha sido un parlamentario en la Cámara de Diputados desde 1996. Mădălin es el hijo de Ion Voicu, un conocido Roma-músico rumano. En su juventud, fue una estrecha amistad con Nicu Ceausescu, el hijo del líder Rumania comunista's Nicolae Ceauşescu, así como con otros jóvenes miembros de la nomenklatura. 
Voicu graduó de la Universidad Nacional de Música de Bucarest, completaron su formación como un director en varias escuelas en el extranjero, y fue contratado por orquestas en Craiova Y Ploieşti. 
Comenzó su actividad política como miembro del Partido de la Libertad y la Unidad Social(PLUS), y luego se convirtió en activo en el Social Democratic Roma Party of Romania, elegido para el asiento reservado para las minorías en la legislatura 1996-2000, antes de ejecutar la división del sector privado en la lista en el año 2000. 